# 第65回世界SF大会

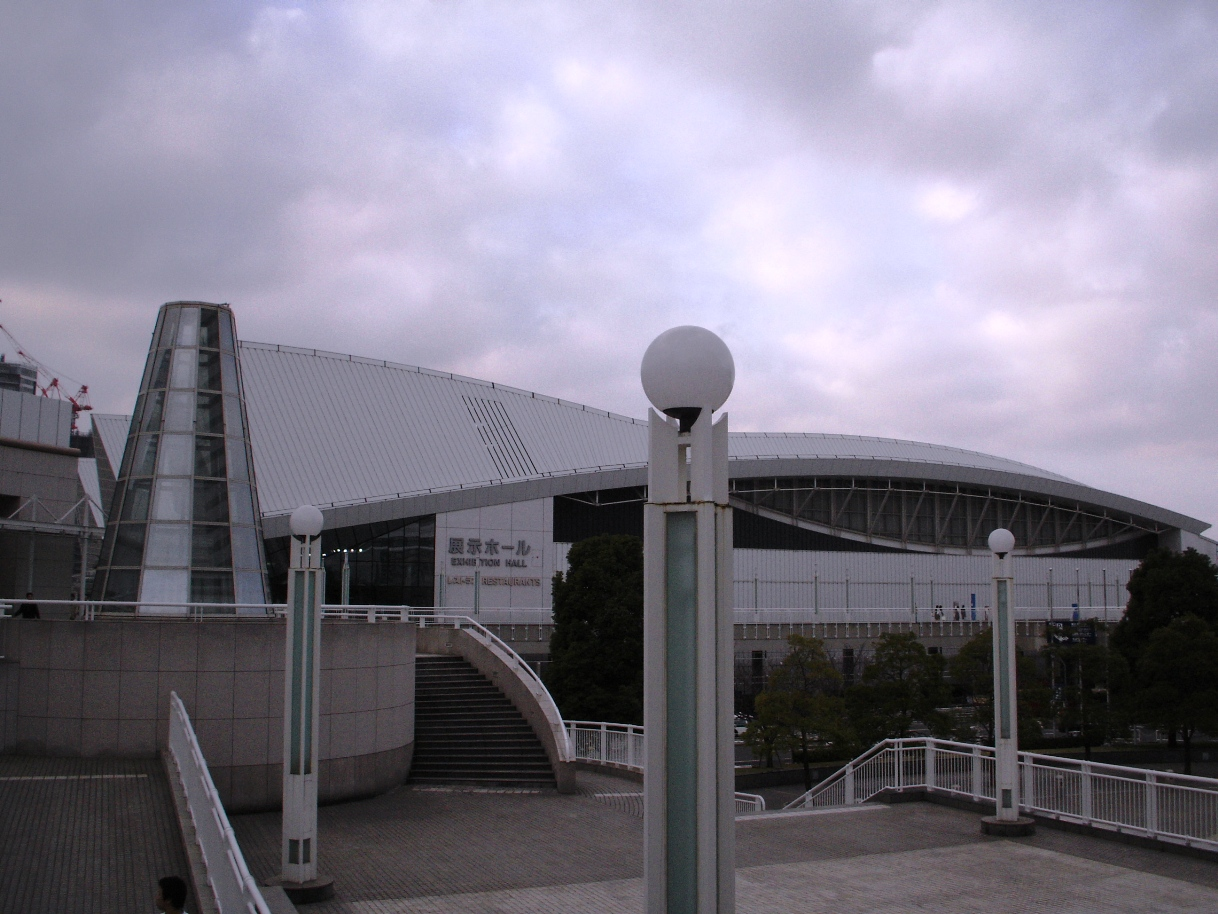
第65回世界SF大会が行われたパシフィコ横浜

第65回世界SF大会/第46回日本SF大会 Nippon2007（だい65かいせかいSFたいかい/だい46かいにほんSFたいかい にっぽん2007、the 65th World Science Fiction Convention & the 46th Japan Science Fiction Convention Nippon2007）は、日本の神奈川県横浜市にあるパシフィコ横浜で2007年に開催されたアジアで初の世界SF大会（ワールドコン）であり、日本SF大会との併催であった。Nippon2007実行委員会及びSF国際交流会の主催により8月30日から9月3日まで開催され、26ヶ国から5000人以上が参加した。

## 開催までの経緯
日本のSFファンダム内には以前より「いつかは日本でワールドコンを開催したい」と考えていた人々がいたが、具体的に日本での開催を模索し始めたのは1999年の秋頃であった。2000年にワールドコン誘致委員会が任意団体として設立され、2002年には特定非営利活動法人(NPO)格を取得した。
2000年の第58回世界SF大会（シャイコン2000）でワールドコン開催に立候補を表明し、それ以降は北米のローカルコンなどで誘致活動を行なった。
当初は2005年の開催を目指したが、イギリスのグラスゴーが同年に立候補していたため、2007年の開催に目標を変更した。
2004年、第62回世界SF大会（ノリスコン4）期間中に行なわれたサイトセレクション投票で2007年のワールドコン開催地に決定した。

## 実行委員長
井上博明アニメーションプロデューサー、SFファンサークル「宇宙軍」第二代参謀総長

## 顧問
柴野拓美、野田昌宏

## ゲスト

### ゲスト・オブ・オナー

#### 作家 ゲスト・オブ・オナー
小松左京SF作家
デイヴィッド・ブリンSF作家

#### アーティスト・ゲスト・オブ・オナー
天野喜孝イラストレーター
マイケル・ウィランイラストレーター

#### ファン・ゲスト・オブ・オナー
柴野拓美「宇宙塵」刊行等

## 主な企画

### ヒューゴー賞授賞式
9月1日に行なわれ、司会（プレゼンター）は翻訳家の大森望と俳優のジョージ・タケイ、アシスタントは声優の芳村れいなが務めた。
ヒューゴー賞トロフィーの台座は海洋堂が作成し、ロケットの隣にウルトラマンが並んだデザインである。

#### 各部門受賞者/作品
- 短編編集者部門

ゴードン・ヴァン・ゲルダー
- 長編編集者部門

パトリック・ニールセン・ヘイデン
- プロアーティスト部門

ドナート・ジャンコーラ
- ファンアーティスト部門

フランク・ウー
- ファンライター部門

デーヴ・ラングフォード
- ファンジン部門

Science-Fiction Five-Yearly （編集: リー・ホフマン、ジェリ・サリヴァン、ランディ・バイヤーズ）
- セミプロジン部門

Locus （編集: チャールズ・N・ブラウン、ケースティン・ゴンウォン、ライザ・グルーントロンビ）
- 関連書籍部門

James Tiptree, Jr.: The Double Life of Alice B Sheldon （ジュリー・フィリップス、St.Martin's Press、2006）
- 短編映像部門

『ドクター・フー』「暖炉の少女」（脚本:スティーヴン・モファット、監督:ユーロス・リン、BBCウェールズ/BBC1、2006）
- 長編映像部門

パンズ・ラビリンス （原作、監督：ギレルモ・デル・トロ、Picturehouse、2006）
- ショートストーリー部門

Impossible Dreams （ティム・プラット、アシモフズ誌、July、2006）
- ノヴェレット部門

The Djinn's Wife （イアン・マクドナルド、アシモフズ誌、July、2006）
- 中編小説部門

十億人のイヴ （ロバート・リード、アシモフズ誌、Oct/Nov、2006）
- 長編小説部門

Rainbows End （ヴァーナー・ヴィンジ、アシモフズ誌、Oct/Nov、2006）

### 星雲賞授賞式
9月2日に行なわれた。

### マスカレード
9月2日に行なわれた。

## 関連書籍
- 『世界のSFがやって来た!!―ニッポンコン・ファイル2007』日本SF作家クラブ編 角川春樹事務所 2008年 - 各企画のレポート等。ただし、本来の大会名とは違う「ニッポンコン」という名称が副題に使われており、またすべての企画を網羅しているわけではない。
- 『サイエンス・イマジネーション 科学とＳＦの最前線、そして未来へ』瀬名秀明監修 NTT出版 2008年 - 同題で行われた、科学者とSF作家との合同企画の単行本化。